# Бланко, Альберто (футболист)
Луис Альберто Бланко Сааведра (исп. Luis Alberto Blanco Saavedra; 8 января 1978, Панама) — панамский футболист, полузащитник.
Воспитанник французского клуба «Олимпик» Марсель. Профессиональную карьеру начал в панамском клубе «Сан-Франсиско» (Ла-Чоррера). В 2001—2005 годах выступал за молдавский «Шериф» из Тирасполя, в составе которого стал четырёхкратным чемпионом Молдавии. В 2005 году подписал трёхлетний контракт с российским клубом «Алания» Владикавказ, но провёл за команду только три игры и забил один гол. В 2005—2006 годах играл за клуб из ОАЭ «Аль-Айн», в 2006 — за «Аль-Наср» Эр-Рияд (Саудовская Аравия). С 2007 года, с двумя перерывами, играет на родине.
В 2000—2009 годах провёл 67 игр, забил 3 мяча за сборную Панамы, в составе которой стал серебряным призёром Золотого кубка КОНКАКАФ 2005.

## Достижения
- Чемпион Молдавии (4):

2001/02, 2002/03, 2003/04, 2004/05.
- Обладатель Кубка Молдавии (1):

2001/02.
- Кубок Президента (ОАЭ) (1):

2005/06
- Чемпион Панамы (1):

Клаусура 2007.